# Mombercelli
Mombercelli est une commune italienne de la province d'Asti, dans la région Piémont.

## Histoire
Mombercelli est apparut au Xe siècle, probablement comme village fortifié lombard, avec les terres voisines de Malamorte (aujourd'hui Belveglio) et Vigliano d'Asti. Des documents le datent plus certainement de 1125 comme faisant partie d'un fief impérial qui comprenait principalement les territoires de Rocca d'Arazzo, Rocchetta Tanaro, Vinchio, Castelnuovo Calcea, etc. sous la domination de Loreto d'Asti, localité proche de l'actuelle Costigliole d'Asti.
Diverses hypothèses sont avancées quant à l'origine de son nom : mons bergerum, nom latin donné au relief vallonné, le mont birchà piémontais, désignant les bouleaux locaux, mais bien plus probablement le mombirsàn lombard, signifiant lieu de chasse.
En 1160, les seigneurs d'Asti passèrent des accords avec le marquis de Monferrat pour une alliance militaire afin de construire leur propre tour dans l'enceinte fortifiée de Mombercelli, à la frontière des territoires, c'est-à-dire le château actuel, aujourd'hui désaffecté.
Au cours de cette période, il y eut des affrontements entre les familles guelfes et gibelines, à plusieurs reprises, avec pillage et délimitation des territoires d'Asti dans lesquels furent impliquées les maisons du marquisat de Manfredo di Lanerio - De Canelio (dont est issu l'actuel Canelli), jusqu'au marquisat de Finale et Cortemilia et Boverio, aboutissant au transfert, vers 1305, du territoire de Mombercelli à un certain Martino Alfieri, de la branche de maison du même nom et trésorier de la cour d'Amédée V de Savoie en récompense de ses services.
Quelques décennies plus tard, en 1342, Mombercelli passa en possession de Galéas II Visconti, déjà co-seigneur de Milan ; le village resta sous le pouvoir du duché de Milan pendant près de quatre siècles, jusqu'au début du XVIIIe siècle. À cette époque, Mombercelli fut confié à la famille milanaise des Maggiolini et Scarampi, qui habitèrent le château jusqu'au XVIIe siècle, aux côtés de la famille noble Bellone, mais aussi des Asinari marquis de Bernezzo.
La présence du manoir fortifié était, à l'époque, un problème constant pour les habitants de Mombercelli, obligés de voir continuellement passer des troupes militaires, des bandits, des traînards et divers voyageurs. Pendant la guerre entre Christine de France et ses beaux-frères les princes Thomas et Maurice, Mombercelli fut occupée par les Français jusqu'en 1650, avant de passer aux Espagnols. Après la guerre de Succession d'Espagne, en raison de la cession de l'Autriche, Mombercelli passa à Victor-Amédée II de la maison de Savoie et devint officiellement partie du royaume de Sardaigne en 1736, avant d'être annexée lors de l'unification de l'Italie.
Pendant les années de la Seconde Guerre mondiale, entre 1940 et 1943, 19 réfugiés juifs (comprenant aussi des familles avec enfants) ont été internés à Mombercelli. Après le 8 septembre 1943, avec l'occupation allemande, le groupe se disperse rapidement. Finalement tous les réfugiés réussirent à se sauver (certains restant cachés dans la zone, d'autres se dirigeant vers le sud à la rencontre de l'armée alliée).

## Administration
| Période                                  | Période | Identité | Étiquette | Qualité |
| ---------------------------------------- | ------- | -------- | --------- | ------- |
|                                          |         |          |           |         |
| Les données manquantes sont à compléter. |         |          |           |         |

### Communes limitrophes
Belveglio, Castelnuovo Calcea, Montaldo Scarampi, Montegrosso d'Asti, Rocca d'Arazzo, Rocchetta Tanaro, Vinchio